# Setornis criniger
El bulbul piquilargo (Setornis criniger) es una especie de ave paseriforme de la familia Pycnonotidae endémica de las islas de la Sonda. Es la única especie del género Setornis.

## Descripción
El bulbul piquilargo mide entre 19 y 20 cm de largo. El plumaje de sus partes superiores es de tono castaño uniforme y el de las partes inferiores es de tono blanquecino. Presenta una lista superciliar blanca y listas oculares y bigoteras negruzcas. Las plumas exteriores de su cola tienen la punta blanca. Tiene un pico gris oscuro, largo y robusto, con la punta en forma de gancho.

## Distribución
Se encuentra únicamente en selvas húmedas de tierras bajas de Borneo, el este de Sumatra y Bangka. Está amenazado por pérdida de su hábitat.